# Animal (Kesha)
Animal è l'album in studio di debutto della cantautrice statunitense Kesha, pubblicato il 1º gennaio 2010 dall'etichetta discografica RCA Records.
Il primo singolo estratto dall'album è stato la hit di successo globale Tik Tok, divenuta il brano più venduto dell'anno 2010 grazie alle oltre 12 milioni di copie distribuite; tali vendite hanno regalato al singolo anche un posto sul podio dei brani più venduti di tutti i tempi, secondo in quanto a distribuzioni digitali solo al celebre colosso radiofonico del 2011 Call Me Maybe di Carly Rae Jepsen. I suoi successori Blah Blah Blah, Your Love Is My Drug e Take It Off hanno registrato un buon successo in patria. L'album è entrato alla vetta della classifica statunitense, vendendo 152 000 copie nella sua prima settimana, il 76% delle quali in formato digitale. Ha venduto 1.2 milioni di copie negli Stati Uniti e oltre 4 milioni su scala globale calcolate fino al settembre del 2014.

## Descrizione
Durante un'intervista promozionale, Kesha ha descritto il disco come «onesto e divertente, un'esaltazione della giovinezza e della vita che parla di uscire e lasciarsi andare. Sto parlando d'irriverenza non pretenziosa e di divertimento maledettamente fantastico!».

## Tracce
1. Your Love Is My Drug – 3:07 (Kesha Sebert, Joshua Coleman, Pebe Sebert)
2. Tik Tok – 3:20 (Kesha Sebert, Lukasz Gottwald, Benjamin Levin)
3. Take It Off – 3:35 (Kesha Sebert, Lukasz Gottwald, Claude Kelly)
4. Kiss n Tell – 3:27 (Kesha Sebert, Max Martin, Lukasz Gottwald, Johan Schuster)
5. Stephen – 3:32 (Kesha Sebert, David Gamson, Pebe Sebert, Oliver Leiber)
6. Blah Blah Blah – 2:52 (Kesha Sebert, Benjamin Levin, Neon Hitch, Sean Foreman)
7. Hungover – 3:52 (Kesha Sebert, Max Martin, Lukasz Gottwald, Johan Schuster)
8. Party at a Rich Dude's House – 2:55 (Kesha Sebert, Benjamin Levin, Johan Schuster)
9. Backstabber – 3:06 (Kesha Sebert, David Gamson, Marc Nelkin, Jon Ingoldsby)
10. Blind – 3:17 (Kesha Sebert, Max Martin, Lukasz Gottwald, Joshua Coleman)
11. Dinosaur – 2:55 (Kesha Sebert, Max Martin, Shellback)
12. Dancing with Tears in My Eyes – 3:29 (Kesha Sebert, Lukasz Gottwald, Benjamin Levin, Claude Kelly)
13. Boots & Boys – 2:56 (Kesha Sebert, Tom Neville, Olivia Nervo, Miriam Nervo)
14. Animal – 3:57 (Kesha Sebert, Lukasz Gottwald, Greg Kurstin, Pebe Sebert)
15. VIP – 3:31 (Kesha Sebert, Tom Neville, Olivia Nervo, Miriam Nervo) – solo nella Special Edition

## Successo commerciale
Negli Stati Uniti, Animal ha debuttato al vertice della Billboard 200 nella settimana culminante il 23 gennaio 2010 con un fatturato di 152 000 copie  (stabilendo un record per le vendite digitali, che corrispondono al 76% del totale). Con Tik Tok che al contempo occupava il primo posto della Billboard Hot 100, allo stesso tempo, Kesha è divenuta la prima artista a realizzare questa impresa dal 2008 quando il disco Spirit e la sua hit di traino Bleeding Love di Leona Lewis  dominvano contemporaneamente le graduatorie. Alla fine del 2010, l'album si è classificato alla posizione 20 nella classifica di fine anno stilata da Billboard. Animal è anche diventato decimo album più venduto negli Stati Uniti in quell'anno, totalizzando una distribuzione complessiva di 1.14 milioni di copie. Pertanto, nel mese di ottobre, ricevette la certificazione di platino dalla Recording Industry Association of America. Anche in Canada, il disco al suo esordio a primeggiato le classifiche degli album grazie ad una vendita di 16.000 unità; è poi stato eletto l'album digitale più venduto nel Paese. Classificatosi dodicesimo nella classifica di fine anno, nel maggio 2011, è stato premiato doppio disco di platino dalla Canadian Recording Industry Association per aver distribuito 160.000 unità.
L'album è stato pubblicato un mese dopo nel Regno Unito e ha debuttato al numero otto nella Official Albums Chart con una prima settimana di vendita che ha fruttato 18 723 copie vendute. In contrasto alla generale tiepida accoglienza europea, Animal ha suscitato un maggiore impatto nei territori oceanici. Nonostante non abbia raggiunto la vetta né in Australia né in Nuova Zelanda, in entrambi i Paesi ha ottenuto rispettivamente il doppio disco di platino e quello d'oro ed è stato anche incluso nelle classifiche di fine anno, guadagnandosi l'undicesimo posto in Australia e il trentesimo in Nuova Zelanda. Fino a settembre 2014, le vendite complessive ammontano a 4.5 milioni di copie.

## Formazione
- Kehsa - voce, fisarmonica, campanaccio, fischi
- Joshua Coleman - batteria, tastiere
- Benny Blanco - batteria, tastiere
- Dr. Luke - batteria, chitarra, tastiere, cori
- Greg Kurstin - tastiere
- Max Martin - tastiere
- Andy Snitzer - sassofono
- Jim Hynes - tromba
- Karl Johan Schuster - fischi
- P. Diddy - cori
- Graham Bryce - cori
- Aniela Gottwald - cori
- Claude Kelly - cori
- Miriam Nervo - cori
- Olivia Nervo - cori
- Tatiana Gottwald - cori
- The Pickleheadz - cori

## Classifiche
| Classifica (2010) | Posizione massima |
| ----------------- | ----------------- |
| Australia         | 4                 |
| Belgio (Fiandre)  | 39                |
| Belgio (Vallonia) | 25                |
| Finlandia         | 48                |
| Francia           | 11                |
| Grecia            | 1                 |
| Irlanda           | 8                 |
| Italia            | 22                |
| Messico           | 69                |
| Norvegia          | 36                |
| Nuova Zelanda     | 6                 |
| Paesi Bassi       | 52                |
| Regno Unito       | 8                 |
| Spagna            | 64                |
| Svizzera          | 3                 |
| Stati Uniti       | 1                 |

### Classifiche di fine anno
| Classifica (2010) | Posizione massima |
| ----------------- | ----------------- |
| Australia         | 11                |
| Canada            | 12                |
| Stati Uniti       | 20                |

## Date di pubblicazione
| Paese         | Data             | Etichetta        |
| ------------- | ---------------- | ---------------- |
| Danimarca     | 1º gennaio 2010  | Sony Music       |
| Italia        | 1º gennaio 2010  | Sony Music       |
| Corea del Sud | 4 gennaio 2010   | Sony Music       |
| Canada        | 5 gennaio 2010   | Sony Music       |
| Spagna        | 5 gennaio 2010   | Sony Music       |
| Stati Uniti   | 5 gennaio 2010   | RCA              |
| Australia     | 8 gennaio 2010   | Sony Music       |
| Nuova Zelanda | 11 gennaio 2010  | Sony Music       |
| Thailandia    | 21 gennaio 2010  | Sony Music       |
| Francia       | 25 gennaio 2010  | Sony Music       |
| Brasile       | 28 gennaio 2010  | Sony Music       |
| Regno Unito   | 1º febbraio 2010 | Columbia         |
| Argentina     | 23 febbraio 2010 | Sony Music       |
| Giappone      | 12 maggio 2010   | Sony Music Japan |